# دانفار - روشرو (مترو باريس)
دانفار - روشرو (بالفرنسية: Denfert-Rochereau)‏ هي محطة مترو تابعة لمترو باريس تقع في فرنسا في باريس.[بحاجة لمصدر]